# Euryphagus ustulatus
Euryphagus ustulatus là một loài bọ cánh cứng trong họ Cerambycidae.